# ایوانو دلا مورته
ایوانو دلا مورته (انگلیسی: Ivano Della Morte؛ زادهٔ ۱۳ اکتبر ۱۹۷۴) بازیکن فوتبال اهل ایتالیا است.
از باشگاه‌هایی که در آن بازی کرده‌است می‌توان به باشگاه ورزشی لاتزیو، باشگاه فوتبال آلساندریا، باشگاه فوتبال تورینو، باشگاه فوتبال لچه، باشگاه فوتبال کیه‌وو ورونا، باشگاه فوتبال آسکولی، باشگاه فوتبال مونتسا، باشگاه فوتبال رجانا، باشگاه فوتبال چزنا، باشگاه فوتبال جنوآ، باشگاه فوتبال آولینو، و باشگاه فوتبال ویچنزا اشاره کرد.